# B.U.G. Mafia prezintă CASA
B.U.G. Mafia prezintă CASA è una compilation del gruppo Rap B.U.G. Mafia.

## Tracce
1. Intro – 1:35
2. E vorba de bani (remix) – 4:30
3. O altă zi – 3:59
4. Toți borfași – 5:18
5. În casă (interludiu) – 1:17
6. Adevărul costă scump – 4:44
7. Zi-mi de unde ești – 4:29
8. Cine e cu noi – 4:19
9. Îngeri pierduți – 5:06
10. Prietena ta – 3:20
11. La furat (toată viața mea) – 3:37
12. O vorbă de pe stradă – 4:35
13. Outro – 3:25